# Ingénierie électronique

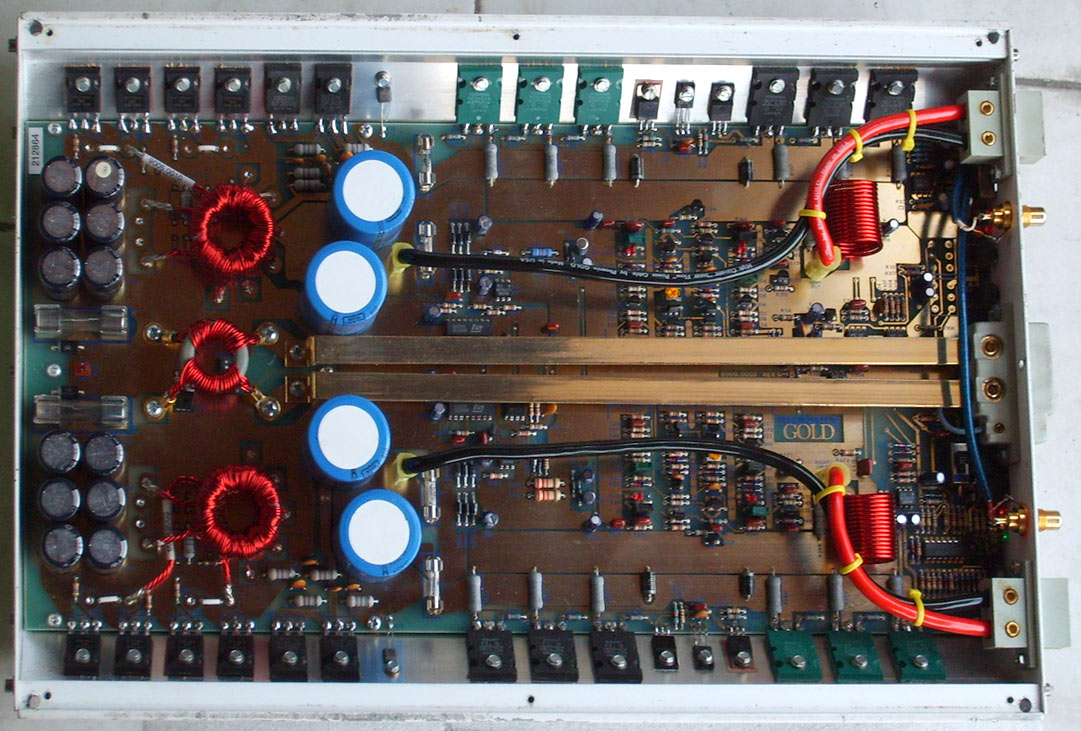
Amplificateur

L’ingénierie électronique est la branche de l’ingénierie qui traite les nouvelles technologies (téléphone portable, ordinateur, télévision...). Ils peuvent aussi bien programmer que créer le produit en question. Cela inclut l’ingénierie des appareils électroniques ainsi que l'ingénierie de la programmation.

## Branches dérivées
D’autres branches de l’ingénierie comme l’ingénierie biomédicale, les télécommunications et le génie informatique ont été, au moment de leur naissance, seulement des spécialisations de l’ingénierie électronique. Elles existent maintenant comme branches indépendantes dans le cycle licence. À part les télécommunications, ces branches sont peu populaires dans le cycle licence car un étudiant d’une de ces branches sera spécialisé dans cette branche seulement, mais l’étudiant spécialisé en « ingénierie électronique » peut se spécialiser et travailler dans toutes les branches de l’ingénierie électronique.

## Sujet typique universitaire
- Électromagnétisme
- Analyse des Réseaux
- Fabrication des dispositifs à semi-conducteurs et Micro-électronique
- Signaux et systèmes
- Communications
- Systèmes de contrôle

## Inventions
Celles-ci sont un peu des inventions plus efficaces de l’ingénierie électronique :
- Transistor
- Phonographe et radio graphe
- Télévisions
- Radar
- Ordinateurs
- Microprocesseur